# Wilga złotogrzbieta
Wilga złotogrzbieta (Oriolus xanthornus) – gatunek średniej wielkości ptaka z rodziny wilgowatych (Oriolidae), zamieszkujący południową i południowo-wschodnią Azję. Nie jest zagrożony wyginięciem.

## Systematyka
Wyróżniono kilka podgatunków O. xanthornus:
- O. xanthornus xanthornus – wilga złotogrzbieta – północne Indie do północnego Półwyspu Malajskiego i Indochin.
- O. xanthornus maderaspatanus – wilga hinduska – środkowe i południowe Indie.
- O. xanthornus ceylonensis – Sri Lanka.
- O. xanthornus reubeni – Andamany.
- O. xanthornus tanakae – północno-wschodnie Borneo.

## Występowanie
Środowiskiem naturalnym wilgi złotogrzbietej są otwarte tereny leśne i rolnicze. Występuje niemal w całej Azji południowej i południowo-wschodniej: Bangladeszu, Bhutanie, Kambodży, południowych Chinach, Indiach, Indonezji, Laosie, Malezji, Mjanmie, Nepalu, Sri Lance, Tajlandii i Wietnamie.

## Cechy gatunku
Długość ciała około 25 cm; masa ciała 46–79 g.
Upierzenie samca jaskrawe, koloru żółtego z czarną częścią skrzydeł i ogona. Samica jest nieco ciemniejsza z zielonkawym brzuchem. Obydwie płcie charakteryzuje czarna głowa i „śliniak”. Młode osobniki są podobne do samic, różnią się od nich jedynie cętkami na brzuchu i jaśniejszą głową.
Wilga złotogrzbieta jest gatunkiem płochliwym. Nawet samce są trudne do zaobserwowania w koronach drzew wśród liści.

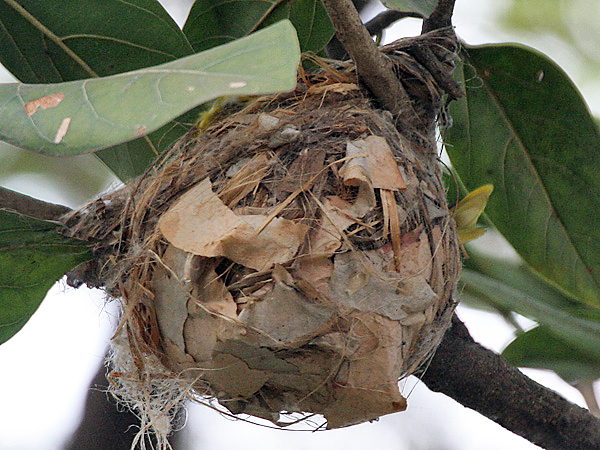
Gniazdo wilgi złotogrzbietej

## Lęgi
Gniazdo zbudowane z traw, liści i kory zawieszone jest na drzewie około 10 metrów nad ziemią między gałęziami i z dala od pnia. Samica składa najczęściej 2 jaja.

## Pożywienie
Wilga złotogrzbieta żywi się głównie owadami, gąsienicami, a także owocami (zwłaszcza figami).

## Status
IUCN uznaje wilgę złotogrzbietą za gatunek najmniejszej troski (LC, Least Concern) nieprzerwanie od 1988 roku. Liczebność populacji nie została oszacowana, ale ptak ten opisywany jest jako pospolity. Trend liczebności populacji uznawany jest za stabilny.